# مهرجان أوريجون للمخمرات
مهرجان اوريجون للمخمرات هو مهرجان من اربع أيام لحرفة البيرة يقام سنويآ في حديقة توم ماكول البحرية في وسط مدينة بورتلاند بولاية أوريغون.
أصبح مهرجان اوريجون للمخمرات أشهر مهرجان للبيرة في الهواء الطلق في شمال أمريكا استنادآ على الحضور.
رسوم الدخول مجانآ؛ ولكن لتذوق بيرة المهرجان يجب على الحاضرين شراء كأس التذوق لمهرجان اوريجون للمخمرات لهذا العام وعملات رمزية للبيرة فئة واحد دولار وكل عملة مناسبة لعينة والتي تغيرت في الحجم عبر السنين في حين ان صبة كاملة تكلف أربع عملات.
وكل مصنع بيرة يحضر نوع واحد ومهرجان اوريجون للمخمرات مميز بحديقة بيرة الجذور والتي توفر بيرة الجذور لبعض السائقين والقُصَّر والأخير يجب ان يكون في صحبة أحد والديه.